# Exèrcit part
L'exèrcit part va ser un dels més temuts de l'edat antiga, per als primers diàdocs d'Alexandre el Gran i després dels romans. Els parts es convertirien per molt de temps en els més grans enemics de Roma, ja que els romans mai no van poder trobar una manera de derrotar-los. L'exèrcit va néixer a mitjan segle iii aC i va durar fins al 224 dC amb l'adveniment de l'Imperi Sassànida, que van substituir als que van substituir als de la dinastia Arsàcida.

## Organització
L'Imperi Part no tenia exèrcit permanent, encara que van ser capaços d'agrupar un ràpidament en temps de crisi severa. N'hi va haver, tanmateix, una guàrdia personal del sobirà, composta per nobles, criats i mercenaris, però aquest cos era molt petit.
Les guarnicions es van mantenir permanentment en una fortificació a la frontera del regne. Algunes inscripcions partes revelen els títols donats als seus comandants en aquest lloc. Les forces militars també van ser utilitzades amb fins diplomàtics. Per exemple, quan els ambaixadors xinesos van visitar Pàrtia a la fi del segle ii aC, 20.000 genets van ser enviats a la frontera oriental d'escorta als ambaixadors, encara que aquesta notícia sembla una mica exagerada en el nombre de soldats que es van utilitzar per a la guàrdia.
L'exèrcit part no tenia una clara estructura organitzativa. Pel que se sap, estava liderat per un comandant suprem, que era o bé el rei, el príncep, o un spahbod. Els spahbods eren elegits quan el rei o el príncep no estaven disponibles entre els pertanyents a una de les grans cases nobles, - Suren, el vencedor de la batalla de Carrhae és un bon exemple-. A partir d'aquí l'exèrcit constava de gunds (divisions), que van ser partides en dos grups els drafsh (unitats grans), que alhora formaven els washt (unitats petites). Totes aquestes divisions eren dirigides per la noblesa regional nomenada azats, on el rei tenia poc control. A diferència dels sassànides posteriors, l'estructura de comandament dels parts era feudal.

### Catafractes i arquers a cavall
L'exèrcit part estava format principalment de cavalleria, la infanteria no tenia gran importància. La columna vertebral de l'exèrcit part eren els nadius iranians catafractes i els arquers a cavall. Es complementaven amb lleves territorials i mercenaris estrangers. Les parts més conegudes i documentades de l'exèrcit van ser els catafractes i els arquers de cavalleria lleugera. Els catafractes parts estaven ben armats i cuirassats, acostumaven a portar un casc de bronze o ferro, armadura d'escates o de làmines de ferro, cosides sobre cuir, permetent la mobilitat de braços i cames, guants cuirassats, protector per al coll, botes de cuir amb reforços de làmines metàl·liques i armadura pel cavall, des del cap fins quasi els cascs també d'armadura | d'escates o laminar.
Els catafractes parts, se servien principalment de dues armes, un arc compost i una llança. L'arc compost era una arma secundària, ja que el tir amb arc es deixava per als arquers de cavalleria lleugera. La llança era l'arma principal del catafracta i va ser poc comuna en comparació amb altres llances utilitzades per altres exèrcits, pel seu gruix i longitud. Si el genet tenia la suficient capacitat i l'impuls del cavall de càrrega era prou gran, no era estrany veure passar una llança del catafracta a través de dos soldats a la vegada. Durant un temps es va utilitzar un petit nombre de camells catafractes a través de la història de l'exèrcit de l'Imperi Part, però els romans es van apressar a tallar de soca-rel aquest problema potencial amb la invenció de d'obriülls per fer mal als peus dels camells en el seu avanç.
Els arquers a cavall parts -reclutats entre la gent comuna del poble- no portaven armadura, vestien una túnica senzilla i pantalons durant la batalla. Anaven armats amb un arc compost i eren extremadament hàbils en cavalcar sobre el cavall llançant les fletxes contra l'enemic, així com en la seva retirada en el moment oportú, deixant tot el resta als catafractes. El més famós i recordat fet sobre els arquers a cavall era que els genets estaven tan bé entrenats que podien girar de l'inrevés en la sella de muntar i disparar, mentre el cavall seguia endavant sovint al galop. Aquesta va ser una tècnica particular, que va donar molts problemes tàctics a la infanteria enemiga, inclosa a la dels romans durant les guerres Pàrtiques.

### Infanteria
Les forces d'infanteria lleugera estaven compostes per homes ordinaris reclutats d'any en any o mercenaris, i s'utilitzaven per dispersar als enemics després de les càrregues de cavalleria.